# 푸파누

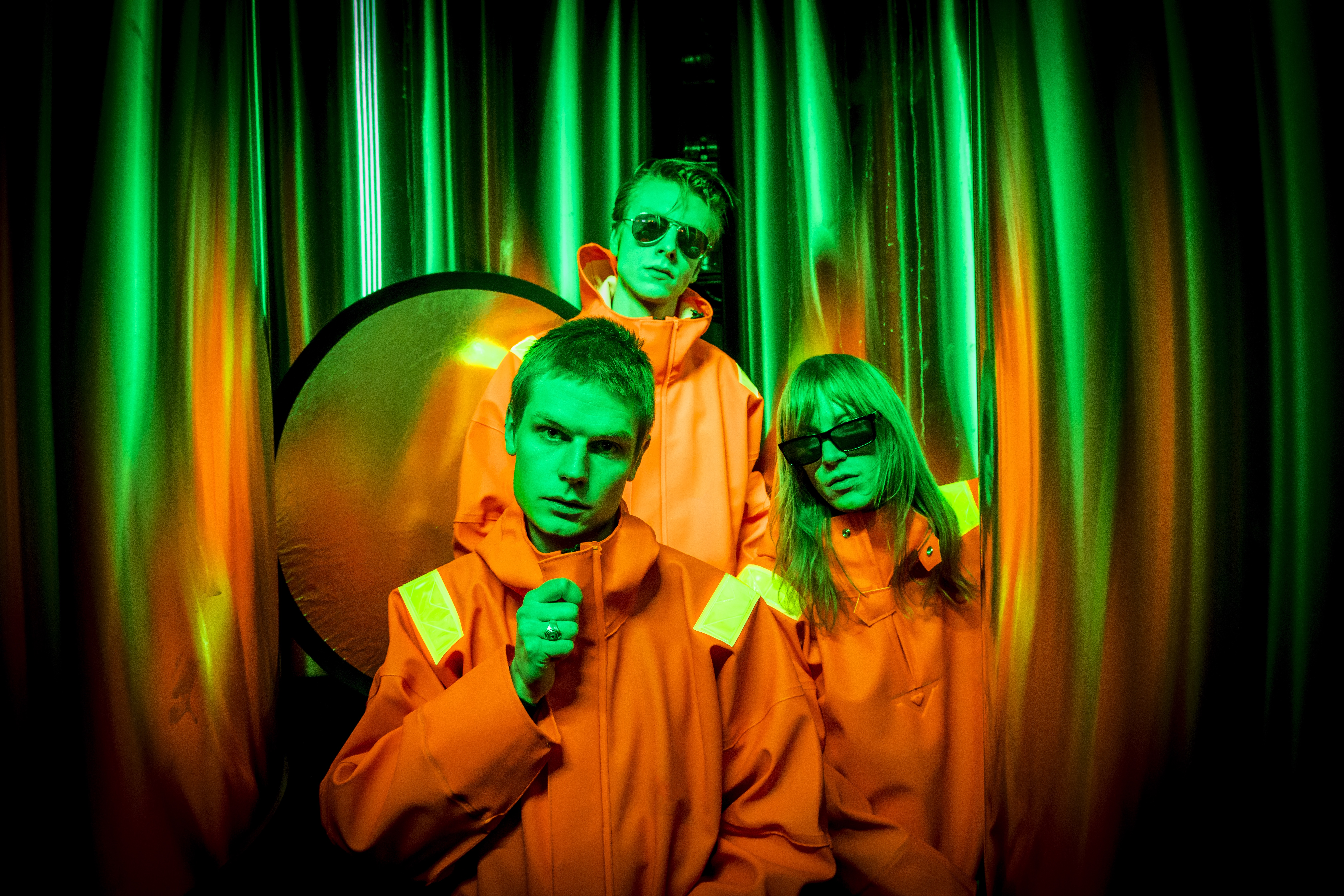
2018년 푸파누의 모습

푸파누(Fufanu)는 2008년 아이슬란드 레이캬비크에서 결성된 얼터너티브 록 밴드이다. 테크노 듀오 캡틴 푸파누(Captain Fufanu)라는 이름으로 시작됐으며, 정규 음반 《Few More Days to Go》, 《Sports》 및 이전에 발매한 익스텐디드 플레이 세 장을 모은 컴필레이션 음반 《The Dialogue Series》를 발매해 평단의 호평을 얻었다. 데이먼 알반과 함께 공연하기도 하였다.

## 디스코그래피

### 정규 음반
- Few More Days to Go (2015)
- Sports (2017)

### EP
- Adjust to the Light (2015)
- dialogue i (2018)
- dialogue ii (2018)
- dialogue iii (2018)

### 컴필레이션 음반
- The Dialogue Series (2018)

### 싱글
- "Circus Life" (2015)
- "Your Collection" (2015)
- "Ballerina in the Rain" (2016)
- "Sports" (2016)
- "Bad Rockets" (2016)
- "Liability" (2017)
- "Hourglass" (2018)
- "Listen to Me" (2018)
- "Typical Critical" (2018)